# 張可傳
張可傳（？—？），山西平定州人，清朝官員。

## 生平
張可傳為舉人出身，曾任福建侯官縣知縣。乾隆三十六年（1771年）十月調任台灣府彰化縣知縣。乾隆三十九年（1774年）護理台灣府北路理番同知。